# Vu Mông Lung
Vu Mông Lung (tiếng Trung: 于朦胧, tiếng Anh: Alan Yu, sinh ngày 15 tháng 06 năm 1988) là nam diễn viên, ca sĩ người Trung Quốc. Anh được biết đến với vai diễn Cửu Vương Tề Hàn trong web drama đình đám Thái tử phi thăng chức ký (2015) cũng như bộ phim truyền hình nổi tiếng Tam Sinh Tam Thế Thập Lý Đào Hoa (2017) và Tân Bạch nương tử truyền kỳ (2019). Anh tốt nghiệp Học viện đào tạo nghệ thuật biểu diễn Bắc Kinh năm 2010 và chính thức ra mắt công chúng vào ngày 06/07/2013. Cùng năm, anh tham gia chương trình tìm kiếm tài năng ca hát "Super Boy" do đài Hồ Nam TV tổ chức, đạt quán quân khu vực Bắc Kinh, top 10 toàn quốc.

## Sự nghiệp
Năm 2007, Vu Mông Lung tham gia chương trình của SMG (Shanghai Media Group) là My Show! My Style!, anh nổi lên với vị trí Top 16 ở tỉnh Tây An.
Năm 2010, Vu Mông Lung tham gia chương trình "Super Boy" do đài Hồ Nam TV tổ chức nhưng bị loại.
Năm 2011, anh tham gia diễn xuất trong bộ phim ngắn ''The Little Prince''.
Năm 2013, Vu Mông Lung tiếp tục tham gia ''Super Boy'', lần này anh xuất sắc đạt quán quân khu vực Bắc Kinh, top 10 toàn quốc. Cùng năm, anh làm đạo diễn MV cho ca sĩ Deanna Ding cho đĩa đơn "61 Seconds" của cô. Tiếp đó, anh phát hành đĩa đơn đầu tiên của mình là "Just Nice".
Năm 2014, Vu Mông Lung đóng vai chính trong bộ phim ngắn ''The Rules'', bộ phim đã nhận được giải Phim độc lập hay nhất tại Liên hoan phim quy mô quốc tế lần thứ 4 dành cho trường đại học.
Năm 2015, Vu Mông Lung tham gia đóng bộ webdrama ''Thái Tử Phi Thăng Chức Ký'' với vai diễn Cửu Vương Tề Hàn. Cùng năm, anh phát hành album đầu tiên ''Toy''.
Năm 2017, anh càng xây dựng được tiếng tăm sau vai diễn Bạch Chân trong bộ phim truyền hình nổi tiếng lãng mạn - giả tưởng ''Tam Sinh Tam Thế Thập Lý Đào Hoa''. Tiếp đó, anh nhận vai chính Từ Mộ Vân trong bộ phim truyền hình ''Hiên Viên Kiếm Hán Chi Vân'' cùng với Trương Vân Long và đóng cặp với Cúc Tịnh Y.
Năm 2019, anh tái hợp với Cúc Tịnh Y và nhận vai chính trong bộ phim chuyển thể nổi tiếng ''Tân Bạch Nương Tử Truyền Kỳ'' - vai Hứa Tiên. Cùng năm, anh đóng vai chính trong bộ phim truyền hình công sở hiện đại ''Thanh Xuân Của Ai Không Phản Nghịch'' và bộ phim thể thao thanh niên ''Thanh Xuân Không Dừng Lại''.
Năm 2020, Vu Mông Lung hợp tác với Trần Ngọc Kỳ trong bộ phim cổ trang ''Lưỡng Thế Hoan'' và trong quá trình quay bộ phim này, anh đã bị chấn thương ở mắt nhưng may mắn sau đó đã được điều trị kịp thời.

## Danh sách phim

### Phim điện ảnh
| Năm  | Tên phim                    | Tên tiếng Anh                         | Tên tiếng Trung | Vai            |
| ---- | --------------------------- | ------------------------------------- | --------------- | -------------- |
| 2011 |                             | Little Prince                         | 纵身一跃        |                |
| 2012 |                             | The Changing Times                    | 变幻的年代      |                |
| 2014 | Trò Chơi Chinh Phục         | The Rules                             | 丛林游戏        | Tiêu Hạ        |
| 2014 | Tôi Chính Là Tôi            | No Zuo No Die                         | 我就是我        |                |
| 2014 |                             | Temporary Family                      | 临时同居        |                |
| 2014 |                             | Young Adult                           | 成人记2         | Calvin         |
| 2015 | Một Khắc Mười Năm           | Dream Come True                       | 一刻十年        | Mã Manh        |
| 2015 |                             | Love Has Been Here Before             | 听说爱情回来过  |                |
| 2016 | Gặp Gỡ Trong Cùng Thành Phố | Love Studio                           | 同城邂逅        | Thiên Hào      |
| 2016 | Bùa Đoạt Mạng               | Warrant the Reborn                    | 催命符          | Tiền thiếu gia |
| 2016 | Vì Yêu Nên Buông Tay        | For Love to Let Go                    | 为爱放手        | Mục Kỳ         |
| 2017 | Đêm Ở Làng Góa Phụ          | Intrude The Widow Village at Midnight | 夜闯寡妇村      |                |

### Phim truyền hình/ Phim chiếu mạng
| Năm            | Tên phim                                    | Tên tiếng Anh              | Tên tiếng Trung          | Vai              | Phát sóng |
| -------------- | ------------------------------------------- | -------------------------- | ------------------------ | ---------------- | --------- |
| 2014           | Đem Tình Yêu Về Nhà                         | The Loving Home            | 把爱带回家               | Hạ Tinh Thần     |           |
| 2015           | Thái tử phi thăng chức ký                   | Go Princess Go             | 太子妃升职记             | Cửu Vương Tề Hàn |           |
| 2016           | Thế Giới Lớn Như Vậy                        |                            |                          | Đoạn Á Phu       |           |
| 2017           | Tam Sinh Tam Thế Thập Lý Đào Hoa            | Eternal Love               | 三生三世十里桃花         | Bạch Chân        |           |
|                | Hiên viên kiếm - Hán chi vân                | Xuan-Yuan Sword: Han Cloud | 轩辕剑外传汉之云         | Từ Mộ Vân        |           |
| 2018           | Lương Sinh, Chúng Ta Có Thể Đừng Đau Thương | All Out Of Love            | 凉生，我们可不可以不忧伤 | Trình Thiên Ân   |           |
| 2019           | Tân Bạch nương tử truyền kỳ                 | The Legend of White Snake  | 新白娘子传奇             | Hứa Tiên         |           |
| 2019           | Thanh Xuân Của Ai Không Phản Nghịch         | Who's Not Rebellious Youth | 谁的青春不叛逆           | Lộc Tương        |           |
| 2019           | Thanh Xuân Không Dừng Lại                   | Unstoppable Youth          | 青春抛物线               | Phó An Yến       |           |
| 2020           | Lưỡng Thế Hoan                              | The Love Lasts Two Minds   | 两世欢                   | Cảnh Từ          |           |
| 2020           | Minh Nguyệt Từng Chiếu Giang Đông Hàn       | The Moon Brightens For You | 明月曾照江东寒           | Lâm Phóng        |           |
| 2021           | Lời cam kết                                 | The Promise                |                          | Trần Hữu Vi      | IQIYI     |
| Chưa phát sóng | Nhật Kí Winderilla                          | Winderilla's Diary         |                          | Thiện Lương      |           |

## Âm nhạc

### MV
| Năm  | Tên                                  | Tên tiếng Trung | Ca sĩ                            |
| ---- | ------------------------------------ | --------------- | -------------------------------- |
| 2010 | 61 Seconds                           | 61秒            | Deanna Ding                      |
| 2011 | Warm Happiness                       | 幸福余温        | Huang Zhibo                      |
| 2012 | Under the Flowers and Moon           | 花前月下        | Wang Qingqing                    |
| 2012 | Hidden Regret                        | 暗藏后悔        | Zing Chou                        |
| 2014 | An Unchanging Promise                | 不变的承诺      | Yoyo Lee                         |
| 2015 | Go Home and have the Spring Festival | 回家过年吧      | Vu Mông Lung và các nghệ sĩ khác |
| 2015 | Mộng Du                              | 梦游            | Vu Mông Lung                     |
| 2016 | Nhìn chăm chú                        | 凝视            | Vu Mông Lung                     |
| 2018 | Gương                                | 镜              | Vu Mông Lung                     |
| 2020 | Ánh Trăng                            | 月光            | Vu Mông Lung                     |

### Albums
| Năm  | Tên          | Tên tiếng Trung |
| ---- | ------------ | --------------- |
| 2015 | Toy          | 玩具            |
| 2017 | Yu Meng Long | 于朦胧          |

### Bài hát
| Năm  | Tên bài hát                           | Tên tiếng Trung | Hợp tác     | Ghi chú                                                      |
| ---- | ------------------------------------- | --------------- | ----------- | ------------------------------------------------------------ |
| 2011 | The Little Prince                     | 纵身一跃        | Cho Hye-sun | The Little Prince OST                                        |
| 2013 | Whirlpool                             | 漩涡            | Sandee Peng |                                                              |
| 2013 | Chasing dream with a Child-like Heart | 追梦赤子心      |             | Theme song of ''Super Boy 2013''                             |
| 2013 | Just Nice                             | 刚好            |             | Do You Dare to Chase Your Dream (11/9/2013)                  |
| 2014 | Every Star                            | 每一颗星辰      |             | Tôi Chính Là Tôi OST                                         |
| 2015 | Go Home and have the Spring Festival  | 回家过年吧      |             | 28/1/2015                                                    |
| 2015 | This Is Me                            | 就这Young       |             | Theme song of ''Super Boy 2015'' (10/2/2015)                 |
| 2015 | Father and Mother                     | 老爸老妈        |             |                                                              |
| 2015 | Mộng Du                               | 梦游            |             | 18/12/2015                                                   |
| 2016 | Nhìn Chăm Chú                         | 凝视            |             | 26/2/2016                                                    |
| 2017 | Một Nửa                               | 一半            |             | Hiên Viên Kiếm - Hán Chi Vân OST (21/7/2017)                 |
| 2018 | Gương                                 | 镜              |             | (25/12/2018)                                                 |
| 2018 | The Future Me                         | 未来已来        |             | Project for 40th Anniversary Of Economic Reform (16/11/2018) |
| 2019 | Nguyệt Mông Lung, Điểu Mông Lung      | 月朦胧鸟朦胧    |             | (26/9/2019)                                                  |
| 2020 | Live Up to the Prime of Youth         | 不负韶华        | Lý Thấm     |                                                              |
| 2020 | Ánh Trăng                             | 月光            |             | Minh Nguyệt Từng Chiếu Giang Đông Hàn OST                    |

## Giải thưởng
| Năm  | Giải thưởng                                         | Hạng mục                                | Ghi chú   |
| ---- | --------------------------------------------------- | --------------------------------------- | --------- |
| 2014 | Lễ Trao Giải Thời Trang All-Star                    | Diễn viên mới thời trang                | Đoạt giải |
| 2017 | Lễ Trao Giải Giai Điệu Vàng Châu Á                  | Nghệ sĩ Đại Lục được yêu thích nhất năm | Đoạt giải |
| 2018 | Lễ Trao Giải Chất Lượng Phim truyền hình Trung Quốc | Ngôi sao Phim truyền hình thường niên   | Đoạt giải |
| 2019 | Liên Hoan Phim Golden Bone (Kim Cốt Đóa)            | Diễn viên đột phá của năm               | Đoạt giải |